# 王耿
王耿（1905年—1937年），原名文碧涛，又名文甲松、李玩龙等，抗日战争时期中共朝鲜族政治人物，曾任中共延（吉）和（龙）中心县委书记、中共东满特委组织部长、中共辽西特委书记等职。

## 生平
1905年，王耿出生于清朝吉林省绥芬厅（今黑龙江省东宁市）一个朝鲜独立运动志士家庭。在当地读完高小后，他考入吉林师范学校学习:86。五卅运动期间，王耿积极参加了学生运动，1926年被派往苏联海参崴学习，并加入中国共产党。1928年，他被派回满洲工作，但刚到哈尔滨便被逮捕，后被营救出狱:47。1929年，他被派到奉天中共满洲省委负责印刷方面的工作，任《工人之路》杂志主编:86:1798。
1930年1月，王耿被中共满洲省委派到延边重建被破坏的党组织。2月，他在泉坪建立中共延边特别支部，并任书记。4月，他在中共满洲省委特派员朴允瑞（朴衡世）的协助下，发动了“红五月斗争”。5月，延边特支改为延边党部，王耿继续任书记:87-88:1798。8月13日，中共满洲省委巡视员廖如愿在和龙县平岗药水洞主持召开东满第一次党员代表大会，成立中共延（吉）和（龙）中心县委，王耿任书记。10月10日，廖如愿和杨林携带中共满洲省委《指示信》在延吉县朝阳川茂山村（今延吉市朝阳川镇太东村）主持召开延和中心县委干部会议，以延和县委为基础成立中共东满特委。廖如愿任书记，王耿任组织部长，杨林任军委书记:60。1931年10月廖如愿调回中共满洲省委后，王耿临时主持东满特委工作:1799。
1932年4月，王耿被调回中共满洲省委后，前往哈尔滨市郊作兵运工作。因身份暴露，他不久被先后调往巴彦、磐石工作:1799。1933年1月，他被调到奉天省台安县从事恢复辽中、台安、盘山三县党组织，筹建中共辽西特委的工作，被任命为辽西特委书记。在恢复了台安、辽中的党组织后，他于1934年2月成立中共台（安）辽（中）临时县委。同年6月14日，由于叛徒出卖，他在台安被捕，先后被押在奉天、哈尔滨的监狱，最后被关押在朝鲜京城府。在狱中，他遭到酷刑但始终不屈，最后被杀害。牺牲前，他在1937年4月30日给在台安县小学教书的妻子戴宝荣留下诀别信:48。